# Ierse Grondwet
De Ierse Grondwet (in het Iers: Bunreacht ná hÉireann, in het Engels: the Constitution of Ireland) is sinds 1937 de grondslag van de Ierland. De grondwet werd in dat jaar middels een referendum aangenomen. De grondwet kan ook slechts door referenda gewijzigd worden. Ook in het Engels is het gebruikelijk om de Grondwet aan te duiden met de Ierse naam.

## Achtergrond
De huidige Republiek Ierland was in 1922 min of meer zelfstandig geworden als de Ierse Vrijstaat. In 1921 werd het Anglo-Iers Verdrag gesloten tussen Groot-Brittannië en de leiding van Sinn Féin. Binnen die partij was er echter een aanzienlijke minderheid tegen het verdrag. De tegenstanders, onder leiding van Éamon de Valera, stichtten een eigen partij: Fianna Fáil. De spanningen liepen hoog op en leidden uiteindelijk tot een burgeroorlog. De strijd werd gewonnen door de pro-verdragspartij. De nieuwe staat aanvaardde een eigen grondwet: de Grondwet van de Ierse Vrijstaat. In de oorspronkelijke versie daarvan waren een aantal bepalingen opgenomen, die uitgingen van een blijvende band met Groot-Brittannië.
In 1932 won Fianna Fáil de verkiezingen. Een van de belangrijkste doelen van de partij was het schrijven van een nieuwe grondwet, enerzijds om alsnog het gehate verdrag buiten werking te stellen, anderzijds omdat de bestaande grondwet in de praktijk slecht voldeed. Het belang van een nieuwe grondwet voor de partij werd geïllustreerd door het feit dat De Valéra zelf een groot aandeel had in het opstellen van de grondwet.

## Oorspronkelijke grondwet
Het ontwerp voor de nieuwe grondwet werd vrijwel gelijktijdig in het Iers en in het Engels geschreven. Daarbij was niet zo zeer sprake van vertaling van het Iers naar het Engels, of omgekeerd, de ontwerpers werkten tegelijkertijd aan een Ierse en aan een Engelse tekst. Omdat het Iers als eerste taal werd ingesteld geldt bij onduidelijkheid tussen beide teksten de Ierse als doorslaggevend.

## Invoering
Het ontwerp werd op 14 juni 1937 aangenomen door het Ierse parlement. Onder de oude grondwet bestond dat parlement uit één kamer: Dáil Éireann.
Nadat de Dáil het ontwerp had aangenomen werd het in een referendum voorgelegd aan het Ierse volk in een referendum. De oppositie, bestaande uit Fine Gael en Labour voerde campagne tegen de nieuwe grondwet.
Desondanks werd de grondwet aangenomen, 56,5% van de kiezers stemden voor. De grondwet trad op 29 december 1937 in werking.
Strikt juridisch was echter onduidelijk of de grondwet het Anglo-Iers Verdrag terzijde kon schuiven. Ierland was partij bij dat verdrag en de vraag was of Ierland dat verdrag eenzijdig buiten toepassing kon verklaren. Om te voorkomen dat dit in procedures tot ongewenste uitkomsten zou leiden werd van de top van de rechterlijke macht gevraagd om te verklaren dat zij de nieuwe grondwet zouden eerbiedigen, op straffe van verlies van hun positie.

## Inhoud van de grondwet
De oorspronkelijke grondwet bestaat uit een preambule en vijftig artikelen, onderverdeeld in zestien hoofdstukken.
1. De Natie (1-3)
2. De Staat (4-11)
3. De President (12-14)
4. Het Parlement (15-27)
5. De Regering (28)
6. Internationale betrekkingen (29)
7. De Attorney General (30)
8. De Council of State (31-32)
9. De Rekenkamer
10. De Rechterlijke Macht (34-37)
11. Het Strafproces (38-39)
12. Grondrechten (40-44)
13. Sociaal Beleid (45)
14. Amendementen (46)
15. Het Referendum (47)
16. Intrekking van de Grondwet van de Ierse Vrijstaat (48-50)

## Staat en Natie
De oorspronkelijke grondwet was geschreven voor de gehele Ierse natie. In artikel 2 en 3 werd vastgelegd dat iedereen geboren op het eiland het recht heeft op het Ierse burgerschap en verklaard dat het eiland één natie vormt. Beide artikelen zijn later gewijzigd als gevolg van het Goedevrijdagakkoord.
Het Iers wordt door de grondwet aangewezen als de eerste taal (artikel 8). Dat impliceert dat de Ierse versie van de grondwet bij strijdigheid met de Engelse versie doorslaggevend is.

## Bestuur

Wapen van de president

De grondwet gaat uit van een parlementaire democratie. De president (Uachtaran na hÉireann) vervult een ceremoniële functie. De werkelijke macht ligt bij het parlement (de Oireachtas) dat uit twee kamers bestaat: Dáil Éireann, dat direct gekozen wordt (artikel 16) en Seanad Éireann dat deels indirect gekozen wordt en deels benoemd wordt door de Taoiseach.
Overigens komt het woord republiek in de grondwet niet voor. In 1949 werd de Republiek uitgeroepen zonder dat de grondwet daarvoor gewijzigd hoefde te worden.

## Internationale betrekkingen
Artikel 29 van de grondwet bepaalt dat bepalingen krachtens internationale verdragen waarbij Ierland partij is pas werking hebben nadat het parlement daartoe heeft besloten. Deze bepaling is echter moeilijk in overeenstemming te brengen met het recht van de Europese Gemeenschap. Het Hof van Justitie heeft bepaald dat het recht van de Europese Unie voorrang heeft boven daarmee strijdig nationaal recht. Om deze strijdigheid op te lossen, heeft het Hooggerechtshof bepaald dat substantiële wijzigingen in het EG-Verdrag voor Ierland pas van kracht kunnen worden nadat deze bevestigd zijn in een referendum.

## Amendementen
De grondwet bepaalt uitdrukkelijk dat ieder artikel gewijzigd kan worden, maar dat daar steeds een referendum voor nodig is. Een amendement moet eerst aangenomen worden door beide kamers van het parlement, waarna de bevolking in een referendum het amendement moet goedkeuren. De president moet het daarna nog bekrachtigen.
Sinds de aanname van de oorspronkelijke grondwet zijn er 34 amendementen aan het volk voorgelegd. Elf daarvan zijn niet aangenomen. Een amendement, het 22ste, sneuvelde voordat het aan de bevolking kon worden voorgelegd. In de telling worden deze echter wel meegenomen. Oorspronkelijk kende de grondwet een verbod op echtscheiding. Een eerste poging om dat te schrappen werd in 1986 afgewezen, een tweede poging in 1995 werd wel aangenomen.
Ook het verbod op abortus is meermalen in een referendum aan de orde geweest. In 1983 werd met het achtste amendement de bescherming van het ongeboren leven opgenomen in de grondwet. Feitelijk impliceert de bepaling een grondwettelijk verbod op abortus. Pogingen om dat verbod nog strikter toe te passen, werden tweemaal afgewezen, amendementen om het minder strikt toe te passen werden aangenomen. In 2018 was er een referendum waarin de bevolking zich kon uitspreken over de intrekking van het achtste amendement. Toen twee derde van de bevolking voor stemde, verdween het grondwettelijke verbod.

## Toetsingsrecht
De grondwet bepaalt uitdrukkelijk (artikel 26) dat het Hooggerechtshof gewone wetten buiten werking kan stellen voor zover deze in strijd zijn met de grondwet. Het Hooggerechtshof heeft hiervan ook meermalen gebruikgemaakt, hetgeen in een aantal gevallen aanleiding is geweest om de grondwet te wijzigen.